# Asian Football Confederation
Asian Football Confederation eller forkortet AFC – Det asiatiske fodboldforbund. Det blev oprettet 8. maj 1954 i Manilla, Filippinerne.
AFC er en af FIFA's seks konføderationer.

## Medlemslande i AFC
- Afghanistan
- Australien
- Bahrain
- Bangladesh
- Bhutan
- Brunei
- Cambodja
- Filippinerne
- Forenede Arabiske Emirater
- Guam
- Hong Kong
- Indien
- Indonesien
- Irak
- Iran
- Japan
- Jordan
- Kina
- Kuwait
- Kirgisistan
- Laos
- Libanon
- Macau
- Malaysia
- Maldiverne
- Mongoliet
- Myanmar
- Nepal
- Nordkorea
- Oman
- Pakistan
- Palæstina
- Qatar
- Saudi Arabien
- Singapore
- Sri Lanka
- Sydkorea
- Syrien
- Taiwan
- Tadsjikistan
- Thailand
- Turkmenistan
- Usbekistan
- Vietnam
- Yemen
- Østtimor

(pr. 2006)